# Gag Island Airport
Gag Island Airport är en flygplats i Indonesien. Den ligger i den östra delen av landet, 2 600 km öster om huvudstaden Jakarta. Gag Island Airport ligger 12 meter över havet. Den ligger på ön Pulau Gag.
Terrängen runt Gag Island Airport är platt åt sydost, men åt sydväst är den kuperad. Havet är nära Gag Island Airport åt nordost.